# Без изъяна (фильм, 2007)
«Без изъя́на» (англ. Flawless) — британский криминальный фильм-ограбление 2007 года, снятый режиссёром Майклом Рэдфордом по сценарию Эдварда Андерсона. Главные роли исполнили Майкл Кейн и Деми Мур. Премьера фильма состоялась 11 февраля 2007 года в Германии. В США картина вышла в ограниченный прокат 28 марта 2008 года. Общемировые сборы «Без изъяна» составили 6,8 млн долларов при бюджете в 20 млн долларов.

## Сюжет
Журналистка приходит в ресторан на интервью с мисс Лорой Куинн, единственной женщиной, занимавшей пост менеджера в Лондонской алмазной корпорации, для написания комплиментарной статьи о первом поколении женщин в авангарде. Куинн заявляет, что последний раз была свободной женщиной 40 лет назад. Она ставит на стол коробочку, в которой лежит огромный бриллиант, и говорит: «Я его украла». Впечатлённая журналистка высказывает предположение, что всё это время Куинн сидела в тюрьме.
История переносится в 1960 год, когда Куинн работала менеджером в Лондонской алмазной корпорации. В шестой раз ей не дают повышение по работе, хотя по уровню профессионализма она превосходит своих коллег-мужчин. От ночного уборщика Хоббса Куинн узнаёт, что подписан приказ о её увольнении. Хоббс предлагает ей принять участие в заговоре: украсть из хранилища достаточно бриллиантов, чтобы разбогатеть, но недостаточно, чтобы преступление заметили. Зная, что коллеги считают её старой девой и у неё мало профессиональных перспектив, Куинн соглашается. На светском приёме в особняке президента корпорации она пробирается в кабинет босса и находит листок с секретной комбинацией к сейфу.
Куинн и Хоббс разрабатывают план действий, используя уязвимость в новой системе видеонаблюдения. Хоббсу удаётся таинственным образом забрать из хранилища все алмазы весом почти две тонны, и, используя юриста в качестве доверенного лица, потребовать за них выкуп в 100 миллионов фунтов стерлингов. Глава страхового синдиката с Кингс-Роу вынужден заплатить выкуп, в результате чего его компания становится банкротом. 
Алмазная корпорация нанимает частного детектива — мистера Финча, чтобы не допустить огласки дела о грандиозной краже. С самого начала Финч подозревает Хоббса и Куинн в совершении преступления. Куинн хочет избежать ареста и тюрьмы, вернув украденное, но Хоббс отказывается пойти на это. Не имея ни малейшего представления о том, где Хобб спрятал алмазы, она начинает помогать Финчу с расследованием.
Ситуация обостряется, когда информация о краже алмазов попадает в прессу. Из-за стресса у президента Лондонской алмазной корпорации происходит сердечный приступ. Почувствовав себя загнанной в угол во время ужина с Финчем, Куинн бежит в ванную и безудержно плачет. Случайно уронив сережку в раковину, Куинн догадывается, как могло быть организовано ограбление и где могут находиться алмазы. После ухода Финча она спускается в канализацию рядом со зданием алмазной корпорации и обнаруживает Хоббса, охраняющего огромную кучу бриллиантов. Хоббс признаётся, что его не интересуют ни алмазы, ни деньги; он хочет уничтожить главу страхового синдиката, чья преднамеренная задержка с оплатой лечения его жены от рака привела к её смерти 15 лет назад.
Алмазная корпорация выплачивает выкуп, а глава страховой компании кончает самоубийством. Хоббс исчезает. Куинн сообщает Финчу о найденных алмазах, утверждая, что следовала интуиции. Несмотря на косвенные доказательства её причастности к краже, Финч не хочет выдвигать обвинения против Куинн, поскольку проникся к ней симпатией. Прикоснувшись пальцем к её губам, он говорит, что улики против нее неубедительны. Компания возвращает украденное имущество и демонстрирует прессе, что информация об ограблении была всего лишь слухом.
В настоящем времени Куинн рассказывает журналистке, что уволилась из ювелирной компании и вскоре после этого получила письмо из швейцарского банка об открытии номерного счёта на своё имя на сумму в 100 миллионов фунтов. Куинн рассказывает, что потратила последние 40 лет жизни, жертвуя деньги различным благотворительным организациям и нуждающимся людям.

## В ролях
| Актёр            | Роль                          |
| ---------------- | ----------------------------- |
| Майкл Кейн       | мистер Хоббс                  |
| Деми Мур         | Лаура Куинн                   |
| Ламбер Вильсон   | Финч                          |
| Натаниель Паркер | Оливер Эштонкрофт             |
| Джосс Акленд     | сэр Милтон Кендрик Эштонкрофт |
| Николас Джонс    | Джеймсон                      |
| Натали Дормер    | Кэсси Джей                    |